# Elecciones al Parlamento Europeo de 1999 (Dinamarca)
En las elecciones al Parlamento Europeo de 1999 en Dinamarca, celebradas en junio, se escogió a los 16 representantes de dicho país para la quinta legislatura del Parlamento Europeo.

## Resultados
| Datos de participación | Datos de participación | Datos de participación |
| ---------------------- | ---------------------- | ---------------------- |
| Censo electoral        | 4.009.594              | 100%                   |
| Votantes               | 2.023.306              | 50,5                   |
| Abstención             | 1.986.288              | 49,5                   |
| A candidatura          | 1.970.276              |                        |

| ← Elecciones al Parlamento Europeo de 1999 →             |         |       |         |
| Partido                                                  | Votos   | %     | Escaños |
| Izquierda-Partido Liberal de Dinamarca (V)               | 460.834 | 23,39 | 5       |
| Socialdemócratas (S)                                     | 324.256 | 16,46 | 3       |
| Juni Bevaegelsen mod Unión (Movimiento de Junio) (JuniB) | 317.508 | 16,11 | 3       |
| La Izquierda Radical (RV)                                | 180.089 | 9,14  | 1       |
| Partido Popular Conservador (KF)                         | 166.884 | 8,47  | 1       |
| Movimiento Popular Contra la UE (FolkeB)                 | 143.709 | 7,29  | 1       |
| Partido Popular Socialista (SF)                          | 140.053 | 7,11  | 1       |
| Partido Popular Danés (DF)                               | 114.865 | 5,83  | 1       |
| Centro Demócratas (CD)                                   | 68.717  | 3,49  | 0       |
| Partido Popular Cristiano (KrF)                          | 39.128  | 1,99  | 0       |
| Partido del Progreso (FP)                                | 14.233  | 0,72  | 0       |